# Calliostoma trachystum
Calliostoma trachystum är en snäckart som beskrevs av Dall 1927. Calliostoma trachystum ingår i släktet Calliostoma och familjen Calliostomatidae. Inga underarter finns listade i Catalogue of Life.